# JuK
JuK – program komputerowy do odtwarzania muzyki dla środowiska KDE. Jest on częścią pakietu z oprogramowaniem multimedialnym dla KDE kdemultimedia. Juk obsługuje kolekcje plików dźwiękowych w formatach MP3, Ogg Vorbis oraz FLAC.
Pracę nad tą aplikacją rozpoczął Scott Wheeler w roku 2000 i początkowo nadał jej nazwę QTagger. JuK oficjalną częścią KDE został wraz z wersją 3.2 tego środowiska.

## Funkcje programu
- Lista kolekcji, tworzenie i obsługa wielu list utworów.
- Automatyczne skanowanie wskazanych katalogów w poszukiwaniu plików dźwiękowych i list utworów.
- Różne tryby widoku drzewa kolekcji.
- Historia gromadząca informacje o czasie odgrywania danego utworu.
- Funkcja przeszukiwania i filtrowania kolekcji.
- Pobieranie informacji o utworze z bazy MusicBrainz.
- System zmiany nazw utworów w oparciu o treść znaczników.
- Obsługa systemów dźwięku aRTS lub GStreamer.
- Odczytywanie i edycja znaczników ID3v1, ID3v2, Ogg Vorbis